# Erupcja limniczna
Erupcja limniczna, zwana również odwróceniem się jeziora – rzadki rodzaj klęski żywiołowej, w której rozpuszczony dwutlenek węgla (CO2) nagle wydobywa się z dna jeziora, dusząc istoty żywe. Może także spowodować powstanie na zbiorniku wodnym fali przypominającej tsunami, ponieważ zwiększająca się ilość CO2 wypiera wodę. Przypuszcza się, że przyczyną tego zjawiska może być osunięcie się ziemi, aktywność wulkaniczna lub eksplozja. Jeziora, w których taka erupcja występuje, bywają nazywane aktywnymi limnicznie czy też wybuchającymi.
Niektóre cechy jezior aktywnych limnicznie:
- Woda napływająca bogata jest w CO2
- Zimne dno jeziora, wskazujące na brak bezpośredniego, wzajemnego oddziaływania między wulkanami a wodami jeziora
- Dolna i górna warstwa termiczna różnią się od siebie nasyceniem CO2
- Bliskość terenów aktywnych wulkanicznie

Badania licznych ofiar katastrofy nad jeziorem Monoun i katastrofy nad jeziorem Nyos z lat 80. XX wieku pozwoliły ustalić, że erupcje limniczne i wulkaniczne są kataklizmami różnego rodzaju, mimo że są pośrednio ze sobą powiązane.

## Odnotowane występowanie

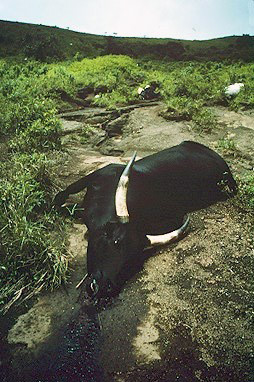
Krowa zabita podczas katastrofy nad jeziorem Nyos

Zjawisko zostało zaobserwowane tylko dwa razy: w Kamerunie nad jeziorem Monoun wystąpiło w 1984 roku, powodując asfiksję i śmierć 37 osób mieszkających w pobliżu, oraz w 1986 roku nad jeziorem Nyos, gdzie w wyniku uwolnienia ponad 80 mln m³ dwutlenku węgla zginęło, również w wyniku asfiksji, około 1700 ludzi oraz 3500 sztuk bydła.
Zważywszy na naturę tego zjawiska trudno jest określić, czy wystąpiło ono jeszcze w innych miejscach, jednakże wiadomo, że ogromne ilości rozpuszczonego dwutlenku węgla znajdują się także w jeziorze Kiwu, na granicy między Demokratyczną Republiką Konga i Rwandą. Osad, pobrany z dna jeziora przez profesora Roberta Hecky'ego z Uniwersytetu Michigan, ujawnił, że limniczne erupcje jeziora występowały prawdopodobnie co ok. tysiąc lat, powodując wyginięcie istot żyjących w jego wodach oraz zagarnięcie pobliskiej roślinności z powrotem do jeziora.
Skamieniałości z kopalni Messel w Niemczech dokumentują tamtejszą erupcję limniczną z czasów eocenu. Pośród ofiar są znakomicie zachowane owady, żaby, żółwie, krokodyle, ptaki, mrówkojady, zwierzęta owadożerne, wczesne naczelne i ssaki z rodzaju Propaleoterium.

## Przyczyny
Aby w jeziorze wystąpiła erupcja limniczna, musi pojawić się niemal całkowita saturacja wody. W obydwu znanych przypadkach dwutlenek węgla był głównym składnikiem, jednak w przypadku jeziora Kiwu naukowcy są również zaniepokojeni stężeniem metanu. CO2 może pochodzić z gazów wulkanicznych, emitowanych z obszarów znajdujących się poniżej jeziora, lub z rozkładu materiału organicznego. Zanim jezioro się nasyci, zachowuje się jak nieotwarty napój gazowany: ponieważ CO2 łatwiej rozpuszcza się pod wysokim ciśnieniem (prawo Henry’ego), zaraz po otwarciu puszki z napojem na powierzchni pojawiają się pęcherzyki, gdyż spada ciśnienie w jej wnętrzu i CO2 jest uwalniany z roztworu. W przypadku jezior na dnie panuje ciśnienie tym wyższe, im jest głębiej. To oznacza, że w dużych, głębokich jeziorach mogą być rozpuszczone ogromne ilości CO2. Dodatkowo CO2 łatwiej rozpuszcza się w zimnej wodzie, która często znajduje się w głębokich warstwach jeziora (zob. stratyfikacja termiczna). Niewielki wzrost temperatury może prowadzić do uwolnienia się ogromnej ilości dwutlenku węgla.